# Larry Carlton

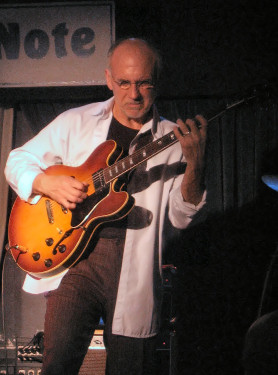
Larry Carlton spielt seine Gibson ES-335 in einem New Yorker Jazz-Club (2006)

Eugene „Larry“ Carlton (* 2. März 1948 in Torrance, Kalifornien) ist ein US-amerikanischer Jazz/Blues/Fusion-Gitarrist, Studiomusiker, Sänger und Musikproduzent.

## Leben

### Anfänge
Larry Carlton begann bereits im Alter von sechs Jahren mit dem Gitarrespielen. Als Jugendlicher lernte er den Jazz lieben und nahm einige Stunden Unterricht bei Joe Pass. Durch dessen Empfehlung wurde er sein Nachfolger und Gitarrist im „George Shearing Quintett“. Es folgten Tourneen mit The Fifth Dimension, The Partridge Family und zahlreiche Aufnahmen im Bereich Werbung und Pop-Musik.
1968 brachte Carlton sein erstes Solo-Album With a Little Help from My Friends heraus, das noch stark durch Einfluss von Wes Montgomery geprägt war. Neben Wes Montgomery zählen B.B. King, Barney Kessel, Joe Pass, Tony Mottola, John Coltrane und Albert King zu seinen Haupteinflüssen.

### Studiotätigkeit

Larry Carlton (2013)

Durch seine vielfältige Studiotätigkeit und seinen speziellen Sound (auf einer Gibson ES-335, die ihm später den Spitznamen „Mr. 335“ einbrachte, und einem Mesa/Boogie-Gitarrenverstärker) wurde die Jazz/Fusion-Band The Crusaders 1970 auf ihn aufmerksam. Carlton wurde Mitglied der Gruppe und tourte mit ihnen und nahm mit ihnen alle Platten bis ins Jahr 1977 auf. In seinen Hochzeiten spielte Carlton ca. 50 Aufnahme-Sessions pro Monat, u. a. für Joni Mitchell (z. B. 1976 auf Hejira), Sammy Davis Jr., Herb Alpert, Quincy Jones, Paul Anka, Michael Jackson (etwa auf dem Album Off The Wall), John Lennon, Jerry García, Dolly Parton und Steely Dan.
Das Gitarrensolo von Larry Carlton in Kid Charlemagne (1976) belegt Platz 80 in der Liste der 100 besten Gitarrensongs des Rolling Stone Magazins.

### Solokarriere
Seit 1976 konzentriert sich Carlton auf seine Solokarriere, die als Höhepunkte sowohl mehrere Grammys als auch die Ehrung auf dem „Hollywood Rock Walk“ beinhaltet. Für das 1981 erschienene Album Sleepwalk benutzte Carlton neben der Gibson verstärkt Valley Arts-Stratocaster-Modelle, die einen helleren und härteren Klang als die ES-335 hatten und zu seinen neuen Lieblings-Instrumenten wurden. Seit einigen Jahren spielt er wieder eine Gibson ES-335. 2005 wurde mit der ES-335LC von Gibson ein Larry Carlton Signature Modell auf den Markt gebracht.
Im Jahr 1988 erlitt er als unbeteiligtes Opfer einer Schießerei vor der Tür seines privaten Studios „Room 335“ in Burbank eine schwere Halsverletzung: Danach wandte sich Carlton dem Bereich Smooth Jazz zu und produzierte Aufnahmen für vorwiegend christliche Künstler, u. a. für seine damalige Ehefrau Michele Pillar.
1997 ersetzte Carlton Lee Ritenour als Gitarrist der Smooth Jazz und Fusion Gruppe Fourplay. Anfang 2010 verkündete die Band auf ihrer Homepage, dass Carlton Fourplay nach 12 Jahren und 6 gemeinsamen Alben verlassen habe, um sich auf seine Solokarriere zu konzentrieren.
In den letzten Jahren kehrte Larry Carlton zum Blues zurück, durch den sein Spiel stark geprägt ist. Seine Zusammenarbeit mit dem Gitarristen Steve Lukather zum Album No Substitutions brachte ihm erneut einen Grammy ein. 2007 veröffentlichte Larry Carlton einen Live-Mitschnitt aus dem Blue Note Tokio, zusammen mit dem Bluesgitarristen Robben Ford.

## Auszeichnungen
| Jahr | Org.         | Award                             | Titel                                                |
| ---- | ------------ | --------------------------------- | ---------------------------------------------------- |
| 1981 | Grammy Award | Best Pop Instrumental Performance | Hill Street Blues (mit Mike Post)                    |
| 1987 | Grammy Award | Best Pop Instrumental Performance | Minute by Minute (mit Michael McDonald)              |
| 2002 | Grammy Award | Best Pop Instrumental Album       | No Substitutions: Live in Osaka (mit Steve Lukather) |
| 2011 | Grammy Award | Best Pop Instrumental Album       | Take Your Pick (mit Tak Matsumoto)                   |

Zudem erhielt Larry Carlton bis 2011 weitere 15 Grammy-Nominierungen.

## Diskografie
Solo
- 1968: With a Little Help from My Friends
- 1973: Playing/Singing
- 1977: Live
- 1978: Larry Carlton
- 1979: Mr. 335 Live in Japan
- 1982: Sleepwalk
- 1980: Strikes Twice
- 1983: Eight Times Up [live]
- 1983: Friends
- 1986: Last Nite [live]
- 1986: Alone/But Never Alone
- 1987: Discovery
- 1989: Christmas at My House
- 1989: On Solid Ground
- 1991: Renegade Gentleman
- 1992: Kid Gloves
- 1995: Larry & Lee
- 1996: Gift
- 2000: Fingerprints
- 2000: Words + Music
- 2001: No Substitutions: Live in Osaka
- 2001: Deep Into It
- 2004: Sapphire Blue
- 2005: Firewire
- 2007: Live in Japan, feat. Robben Ford
- 2010: Plays the Sound of Philadelphia
- 2012: 4 Hands & A Heart - Vol. 1

- 2002: DVD – Live at Montreal JazzFestival
- 2004: DVD – Ohne Filter
- 2005: DVD – The Paris Concert (Steve Lukather/Larry Carlton)

mit Fourplay
- 1998: 4
- 1999: Snowbound
- 2000: Yes, Please
- 2002: Heartfelt
- 2004: Journey
- 2006: X
- 2008: Energy
- 2009: DVD - Live in Cape Town

## Film
- 1984: Gegen jede Chance (Against All Odds)